# 北瓦吉縣
5°47′S 144°37′E / 5.783°S 144.617°E
北瓦吉縣（英語：North Waghi District），是巴布亞新畿內亞的縣份之一，位於新畿內亞島東部，由吉瓦卡省負責管轄，首府設於班茨，面積453平方公里，2011年人口78,499，人口密度每平方公里170人。